# Oedheim
Oedheim är en kommun och ort i Landkreis Heilbronn i regionen Heilbronn-Franken i Regierungsbezirk Stuttgart i förbundslandet Baden-Württemberg i Tyskland.
Kommunen ingår i kommunalförbundet Bad Friedrichshall tillsammans med staden Bad Friedrichshall och kommunen Offenau.